# Список кардиналов, возведённых папой римским Сикстом V

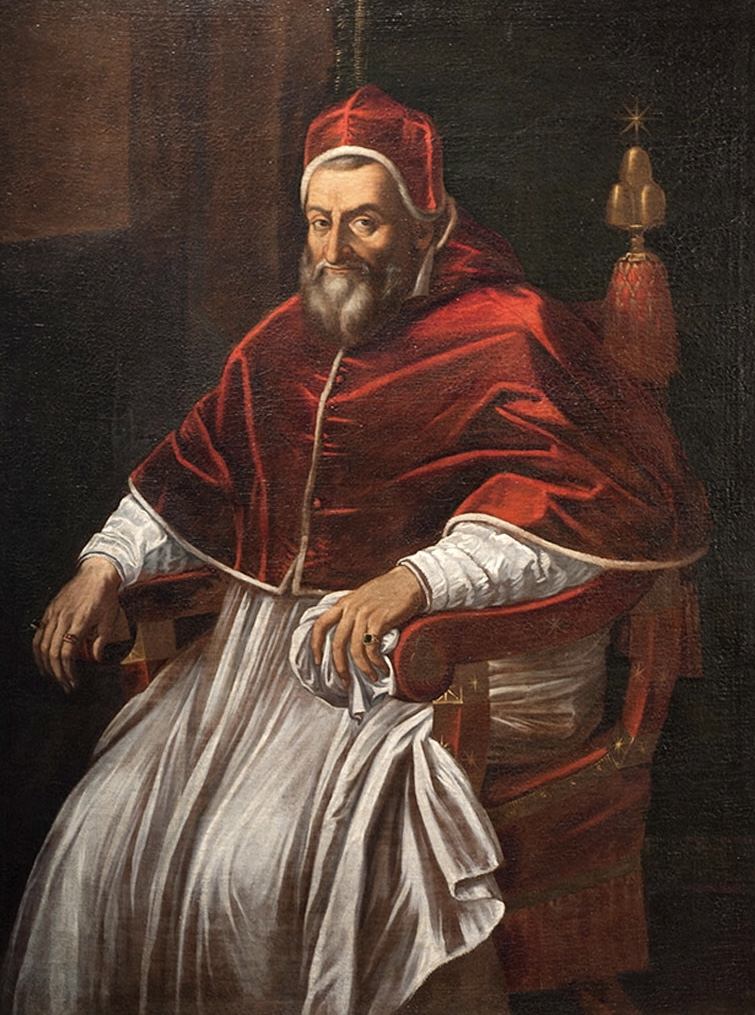
Папа Сикст V

Кардиналы, возведённые Папой римским Сикстом V — 33 прелатов, клириков и мирян были возведены в сан кардинала на восьми Консисториях за пятилетний понтификат Сикста V.
Самыми большими консисториями были Консистории от 18 декабря 1585 года, от 16 ноября 1586 года и от 18 декабря 1587 года, на которых было назначено по восемь кардиналов.

## Консистория от 13 мая 1585 года
- Алессандро Дамашени Перетти ди Монтальто, внучатый племянник Его Святейшества, римский клирик (Папская область).

## Консистория от 18 декабря 1585 года
- Энрико Каэтани, титулярный латинский патриарх Александрийский (Папская область);
- Дьёрдь Драшкович, архиепископ Калочи-Бача (королевство Венгрия);
- Джованни Баттиста Каструччи, архиепископ Кьети (Папская область);
- Федерико Корнер старший, O.S.Io.Hieros., епископ Падуи (Венецианская республика);
- Ипполито де Росси, епископ Павии (Миланское герцогство);
- Доменико Пинелли старший, бывший епископ Фермо (Папская область);
- Дечио Аццолини старший, секретарь Папы, епископ Червии (Папская область);
- Ипполито Альдобрандини старший, аудитор Трибунала Священной Римской Роты и датарий Его Святейшества (Папская область).

## Консистория от 16 ноября 1586 года
- Джероламо делла Ровере, архиепископ Турина (Савойское герцогство);
- Филипп де Ленонкур, советник короля Франции, бывший епископ Оксерра (королевство Франция);
- Джироламо Бернерио, O.P., епископ Асколи-Пичено (Папская область);
- Антонио Мария Галли, епископ Перуджи (Папская область);
- Констанцо да Сарнано, O.F.M.Conv. (Папская область);
- Джироламо Маттеи, аудитор Апостольской Палаты (Папская область);
- Бенедетто Джустиниани, референдарий Трибуналов Апостольской Сигнатуры Справедливости и Милости и генеральный казначей Апостольской Палаты (Папская область);
- Асканио Колонна, аббат Санта-Софии, Беневенто (Папская область).

## Консистория от 7 августа 1587 года
- Уильям Аллен, английский клирик, апостольский протонотарий (Папская область).

## Консистория от 18 декабря 1587 года
- Шипионе Гонзага, титулярный латинский патриарх Иерусалимский (Папская область);
- Антонио Мария Саули, архиепископ Генуи (Генуэзская республика);
- Джованни Эванджелиста Паллотта, датарий Его Святейшества, архиепископ Козенцы (Папская область);
- Пьер де Гонди, епископ Парижа (королевство Франция);
- Стефано Бонуччи, O.S.M., епископ Ареццо (Папская область);
- Хуан Уртадо де Мендоса, архидьякон кафедрального собора Толедо (Испания);
- Юг де Лубен де Вердаль, великий магистр Мальтийского ордена (Мальтийский орден);
- Федерико Борромео старший, камергер Его Святейшества (Папская область).

## Консистория от 15 июля 1588 года
- Джованни Франческо Морозини, епископ Брешии (Папская область).

## Консистория от 14 декабря 1588 года
- Агостино Кузани, апостольский протонотарий, референдарий Трибуналов Апостольской Сигнатуры Справедливости и Милости, генеральный аудитор Апостольской Палаты (Папская область);
- Франческо Мария Борбоне дель Монте Санта Мария, референдарий Трибуналов Апостольской Сигнатуры Справедливости и Милости (Папская область).

## Консистория от 20 декабря 1589 года
- Мариано Пьербенедетти, епископ Мартирано, губернатор Рима и вице-камерленго Святой Римской Церкви (Папская область);
- Грегорио Петроккини, O.E.S.A., генеральный приор своего ордена (Папская область);
- Шарль III Лотарингский, избранный епископ Меца (королевство Франция);
- Гвидо Пеполи, генеральный казначей Апостольской Палаты (Папская область).